# Gradiente morfológico
En la morfología matemática y el procesamiento digital de imágenes, el gradiente morfológico es la diferencia entre la  dilatación y la  erosión de una imagen dada. Esta es una imagen en la que cada valor de píxel (por lo general no negativo) indica la intensidad de contraste en la vecindad de ese píxel. Esta es útil en las aplicaciones de detección de bordes y de segmentación.

## Definición matemática y tipos
Sea {\displaystyle f:E\mapsto R} una imagen en escala de grises, que mapea puntos de un espacio euclidiano o de una cuadrícula discreta E (tal  como R2 o Z2) en la recta real. Sea {\displaystyle b(x)} un elemento estructurante. Usualmente, b es  simétrico y tiene short-support, por ejemplo,
{\displaystyle b(x)=\left\{{\begin{array}{ll}0,&|x|\leq 1,\\-\infty ,&{\mbox{en otro caso}}\end{array}}\right.}.
Entonces, el gradiente morfológico de f está dado por:
{\displaystyle G(f)=f\oplus b-f\ominus b},
donde {\displaystyle \oplus } y {\displaystyle \ominus } denotan la dilatación y la erosión, respectivamente.
Un gradiente interno está dado por:
{\displaystyle G_{i}(f)=f-f\ominus b},
y un gradiente externo está dado por:
{\displaystyle G_{e}(f)=f\oplus b-f}.
Los gradientes interno y externo son "más delgados" que el gradiente, pero los picos del gradiente se encuentran sobre los bordes, mientras que los picos del gradiente interno y del externo se encuentran a cada lado de estos. Note que {\displaystyle G_{i}+G_{e}=G}.
Si {\displaystyle b(0)\geq 0}, entonces los tres gradientes tienen valores no negativos en todos los píxeles.